# Hogna bruta
Hogna bruta este o specie de păianjeni din genul Hogna, familia Lycosidae. A fost descrisă pentru prima dată de Karsch, 1880. Conform Catalogue of Life specia Hogna bruta nu are subspecii cunoscute.